# Harry Wade
Harry Arthur Wade (* 12. März 1928 in Windsor, Ontario; † 18. Juli 2016) war ein kanadischer Basketballspieler.
Wade war Mitglied der kanadischen Basketballnationalmannschaft bei den Olympischen Sommerspielen 1952, die die Vorrunde allerdings nicht überstand. Er kam dabei in allen sechs Spielen zum Einsatz.
Wade war Mitglied des Basketballteams der University of Western Ontario Mustangs.